# Phạm Nguyên Chấn
Phạm Nguyên Chấn (1482 - ?) là thiêm đô ngự sử thời Lê sơ, đỗ hoàng giáp năm 1499.

## Thân thế
Phạm Nguyên Chấn là người Hải Triều, huyện Ngự Thiên (Thái Bình), nay thuộc xã Phạm Lễ hay Tân Lễ, huyện Hưng Hà, Thái Bình.

## Sự nghiệp
Ông đậu đồng tiến sĩ (hoàng giáp) khoa Kỷ Mùi năm 1499 khi 18 tuổi. Đến năm Cảnh Thống Phạm Nguyên Chấn làm quan đến chức thiêm đô ngự sử.
Ông không chịu làm quan khi nhà Mạc giành ngôi nhà Lê sơ.

## Gia đình
Ông có chú là Phạm Đôn Lễ (1455 - ?).

## Nhận định
Phan Huy Chú có viết một mục về ông trong Lịch triều hiến chương loại chí thuộc Nhân vật chí, tại phần "Bề tôi tiết nghĩa". Theo Phan Huy Chú, ông được đánh giá là có tiết nghĩa do không chịu làm quan cho Mạc.